# Cure (中谷美紀のアルバム)
『cure』（キュア）は、中谷美紀の2枚目のスタジオ・アルバム。1997年9月26日にフォーライフ・レコード/güt から発売された。

## 概要
ファースト・アルバム『食物連鎖』に続く1年ぶりの新作で、引き続き坂本龍一がプロデュースを手掛けた作品。内容は、シングル「砂の果実」「天国より野蛮〜WILDER THAN HEAVEN〜」「いばらの冠」の3曲が収録された中谷の歌唱によるオリジナル・アルバムと、坂本が曲を制作したインストゥルメンタル・アルバムとの2枚組になっている。ジャケットのアートワークはグラフィックデザイナーの中島英樹が手がけている。
タイトルの「cure」には、″病を治す″ ″癒す″ などの意味がある。

## 音楽性とテーマ
中谷はガムランに思い入れがあり、坂本に「ガムランのエッセンスを取り入れてほしい」と注文したものの、坂本に「いくらその音楽が好きだからって、即『それを自分の音楽に取り入れよう』とか、そんな軽はずみなことは言ってはいけない!もっとリスペクトがなければダメだ」と電子メールで叱責された。

## 批評
音楽情報サイトCDジャーナルのレビューでは、「今の中谷美紀が楽曲に求めているのは、心を癒し和ませる音楽である。そんな想いを坂本龍一が上質なポップスとして昇華。心に染み渡る優しい肌触りの歌の数々が、喜怒哀楽の感情を静かに掻き立てていく。DISC-2のヒーリング音楽にも満足。」と評されている。

## 収録曲

### CD
| 全作曲・編曲: 坂本龍一（M-6を除く）、M-6のみ 作曲: レオン・ラッセル。 |                                        |                      |                                                        |      |
| #                                                                     | タイトル                               | 作詞                 | 作曲・編曲                                             | 時間 |
| 1.                                                                    | 「いばらの冠」(アルバム・ヴァージョン) | 松本隆               | 坂本龍一 （M-6を除く）、M-6のみ 作曲: レオン・ラッセル | 5:03 |
| 2.                                                                    | 「天国より野蛮〜WILDER THAN HEAVEN〜」 | 売野雅勇             | 坂本龍一 （M-6を除く）、M-6のみ 作曲: レオン・ラッセル | 4:37 |
| 3.                                                                    | 「砂の果実」                           | 売野雅勇             | 坂本龍一 （M-6を除く）、M-6のみ 作曲: レオン・ラッセル | 5:19 |
| 4.                                                                    | 「水族館の夜」                         | 松本隆               | 坂本龍一 （M-6を除く）、M-6のみ 作曲: レオン・ラッセル | 6:04 |
| 5.                                                                    | 「鳥籠の宇宙」                         | 中谷美紀             | 坂本龍一 （M-6を除く）、M-6のみ 作曲: レオン・ラッセル | 5:22 |
| 6.                                                                    | 「Superstar」                          | ボニー・ブラムレット | 坂本龍一 （M-6を除く）、M-6のみ 作曲: レオン・ラッセル | 5:30 |
| 7.                                                                    | 「キノフロニカ」                       | 売野雅勇             | 坂本龍一 （M-6を除く）、M-6のみ 作曲: レオン・ラッセル | 5:18 |
| 8.                                                                    | 「corpo e alma」                       | 大貫妙子             | 坂本龍一 （M-6を除く）、M-6のみ 作曲: レオン・ラッセル | 7:23 |
| 合計時間:                                                             | 合計時間:                              | 合計時間:            | 44:40                                                  |      |

| 全作曲・編曲: 坂本龍一。 |                              |       |            |       |
| #                        | タイトル                     | 作詞  | 作曲・編曲 | 時間  |
| 1.                       | 「Aromascape」(Instrumental) |       | 坂本龍一   | 30:24 |
| 2.                       | 「Aromascape」(no piano mix) |       | 坂本龍一   | 30:24 |
| 合計時間:                | 合計時間:                    | 60:49 |            |       |

### 曲解説
- 「Superstar」

デラニー&ボニー、カーペンターズなど数多の歌手によって歌われている楽曲のカバー。原曲とは編曲が大きく異なっている。
- 「corpo e alma」

ポルトガル語で歌ったバージョンもレコーディングされたが、没になった。
- 「Aromascape」

元々は中谷が「誰かがブライアン・イーノみたいなアンビエントの楽曲を作ってくれたらなぁ」「既存の楽曲を集めてアンビエントのコンピレーション・アルバムを作ってみたら」と遊び半分で企画を出していたが、スタッフが「どうせなら今回のアルバムに入れたら」と勧められたことで、今作に収録された。